# Pachycara dolichaulus
Pachycara dolichaulus es una especie de pez de la familia Zoarcidae.

## Morfología
Los machos pueden llegar a alcanzar los 24,4 cm de longitud total.

## Distribución y hábitat
Es un pez de mar y de aguas profundas que vive entre 666-718 m de profundidad, frente a las costas del Perú. 